# Svet za nacionalno varnost (Slovenija)
Svet za nacionalno varnost (SNAV) je posvetovalno in usklajevalno telo Vlade Republike Slovenije za področje nacionalne obrambe, varnostnega sistema, sistema zaščite in reševanja in druga vprašanja nacionalne varnosti. Predsednik sveta je predsednik vlade.
V primeru vojne ali izrednih razmer se Svet za nacionalno varnost preoblikuje v Državni operativni štab za obrambo, kot določa Zakon o obrambi.
Svet za nacionalno varnost svetuje Vladi Republike Slovenije pri sprejemanju njenih ukrepov in aktov, ki se nanašajo na nacionalno varnost države; pred obravnavo na vladi svetuje ministrstvom pri ukrepih in aktih ministrstev, ki se nanašajo na uresničevanje interesov in ciljev nacionalne varnosti; usklajuje mnenja in ukrepe ministrstev in drugih državnih organov ter drugih organizacij pri izvajanju dejavnosti nacionalne varnosti; pred obravnavo na vladi usklajuje mnenja ministrstev in drugih državnih organov glede aktov Državnega zbora Republike Slovenije, ki se nanašajo na nacionalno varnost; ugotavlja in ocenjuje varnostna tveganja, ogrožanje države ter ukrepe in usmeritve za zagotavljanje nacionalne varnosti; daje mnenja k vprašanjem, pobudam in predlogom, ki jih poslanci pošiljajo vladi v zvezi z uresničevanjem politik na področju nacionalne varnosti, daje mnenje vladi o sredstvih proračuna za delo SNAV.

## Člani
| Član                                                 | Trenutni nosilec        |
| ---------------------------------------------------- | ----------------------- |
| Predsednik Vlade (Predsednik Sveta)                  | Robert Golob            |
| Podpredsednik vlade                                  | Tanja Fajon Luka Mesec  |
| Minister za notranje zadeve                          | Boštjan Poklukar        |
| Ministrica za zunanje zadeve                         | Tanja Fajon             |
| Minister za finance                                  | Klemen Boštjančič       |
| Na predlog predsednika Sveta so lahko povabljeni še: |                         |
| Predsednica republike                                | Nataša Pirc Musar       |
| Predsednica državnega zbora                          | Urška Klakočar Zupančič |
| Predsednik Državnega sveta                           | Marko Lotrič            |
| Predsednik največje opozicijske stranke              | Janez Janša (SDS)       |
| Predsedniki drugih institucij                        |                         |
| Drugi ministri                                       |                         |
| Strokovnjaki za nacionalno varnost                   |                         |

Sekretariat Sveta sestavljajo:
| Član                                                                               | Trenutni nosilec           |
| ---------------------------------------------------------------------------------- | -------------------------- |
| Državni sekretar za nacionalno varnost v Kabinetu predsednika Vlade Sekretar Sveta | Andrej Benedejčič          |
| Generalna sekretarka Vlade                                                         | Barbara Kolenko Helbl      |
| Direktor Slovenske obveščevalno-varnostne agencije                                 | Joško Kadivnik             |
| Državni sekretar v Ministrstvu za zunanje zadeve                                   | Samuel Žbogar Marko Štucin |
| Generalni direktor Policije                                                        | Senad Jušić                |
| Načelnik Generalštaba Slovenske vojske                                             | Brig Robert Glavaš         |
| Generalni direktor Obveščevalno-varnostne službe MORS                              | Andrej Fefer               |
| Poveljnik Civilne zaščite                                                          | Srečko Šestan              |